# Bertram Víctor Wick Enzler

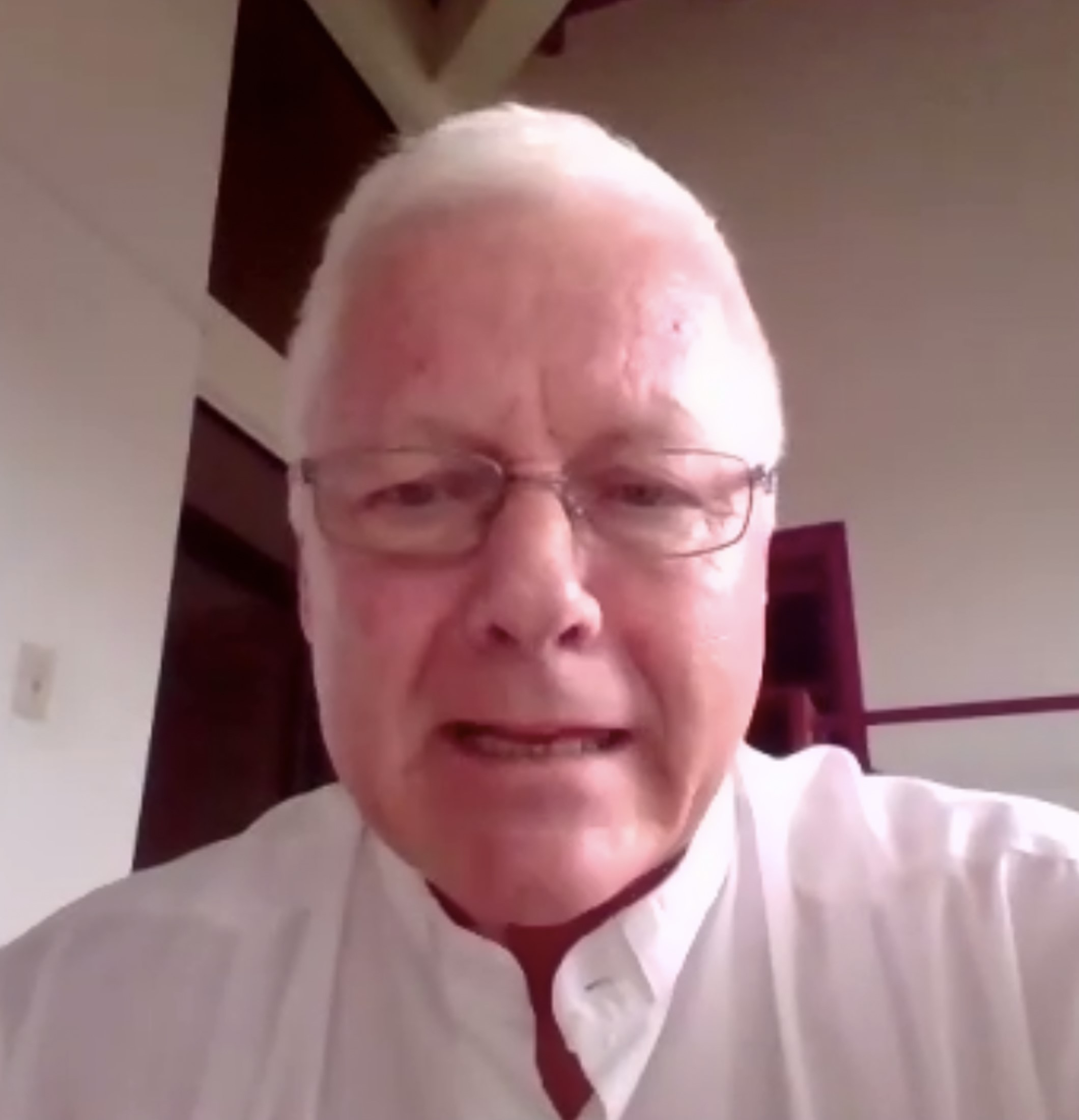
Bertram Wick (2020)

Bischofswappen

Bertram Víctor Wick Enzler (* 8. März 1955 in Waldkirch, Schweiz) ist ein römisch-katholischer Geistlicher und Bischof von Santo Domingo en Ecuador.

## Leben
Bertram Víctor Wick Enzler trat 1980 in das Priesterseminar in Innsbruck ein. 1990 ging er als Missionar in das Erzbistum Portoviejo und empfing am 8. Dezember 1991 das Sakrament der Priesterweihe für das Erzbistum Guayaquil. Er war in der Pfarrseelsorge auf der Halbinsel Santa Elena, in Guayaquil und ab 2009 in Los Ceibos tätig.
Am 26. Oktober 2013 ernannte ihn Papst Franziskus zum Titularbischof von Carpi und zum Weihbischof in Guayaquil. Die Bischofsweihe spendete ihm der Erzbischof von Guayaquil, Antonio Arregui Yarza, am 30. November desselben Jahres. Mitkonsekratoren waren der Apostolische Nuntius in Ecuador, Erzbischof Giacomo Guido Ottonello, und der emeritierte Erzbischof von Quito, Raúl Eduardo Kardinal Vela Chiriboga.
Papst Franziskus ernannte ihn am 24. März 2015 zum Bischof von Santo Domingo de los Colorados. Die Amtseinführung fand am 23. Mai desselben Jahres statt.
Im Jahr 2018 verfügte Wick die Auflösung der kirchlichen Organisation Communitas Agnus Dei und die Ausweisung ihres Gründers, Herbert Grundberger alias Bruder Elija, nachdem dieser wegen Kindesmissbrauchs verurteilt worden war.